# Humor negre

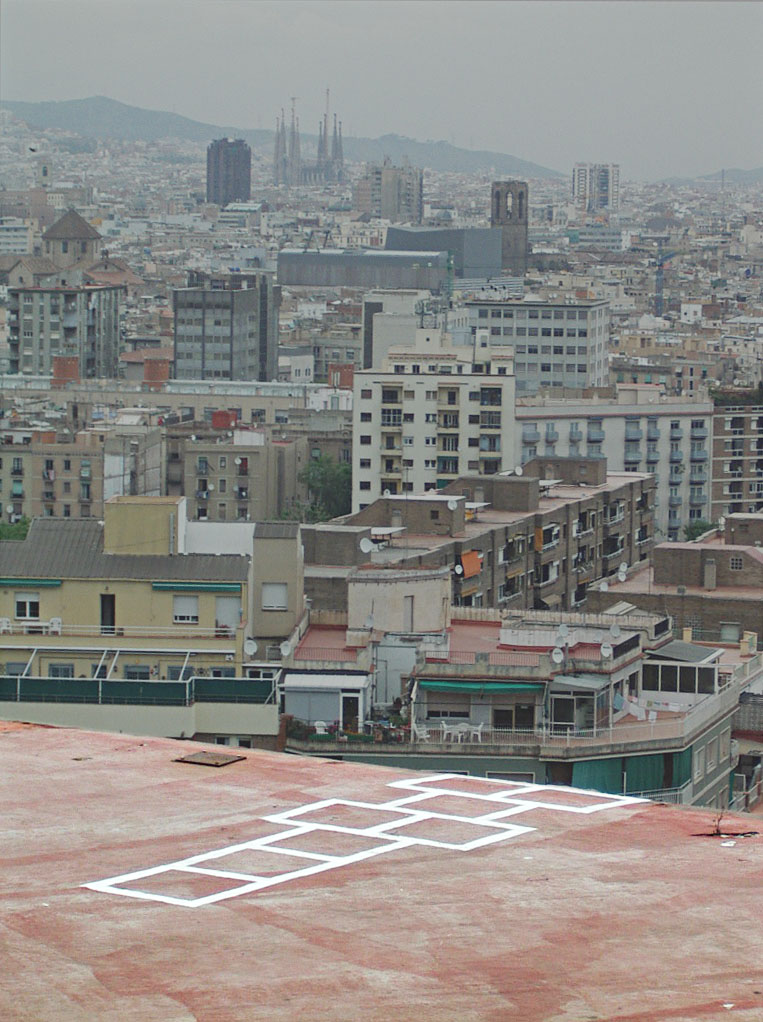
Xarranca cap al més enllà, Barcelona.

L'humor negre és un estil de fer humor, sàtira o comèdia, en què els temes o objectes de la paròdia són els relacionats amb la mort, desgràcies, malaltia, lletgesa, suïcidi, etc. Són temes políticament incorrectes, tabú, delicats, o desagradables, que l'humor transgredeix i capgira, per desvetllar la consciència vers aquests fets.

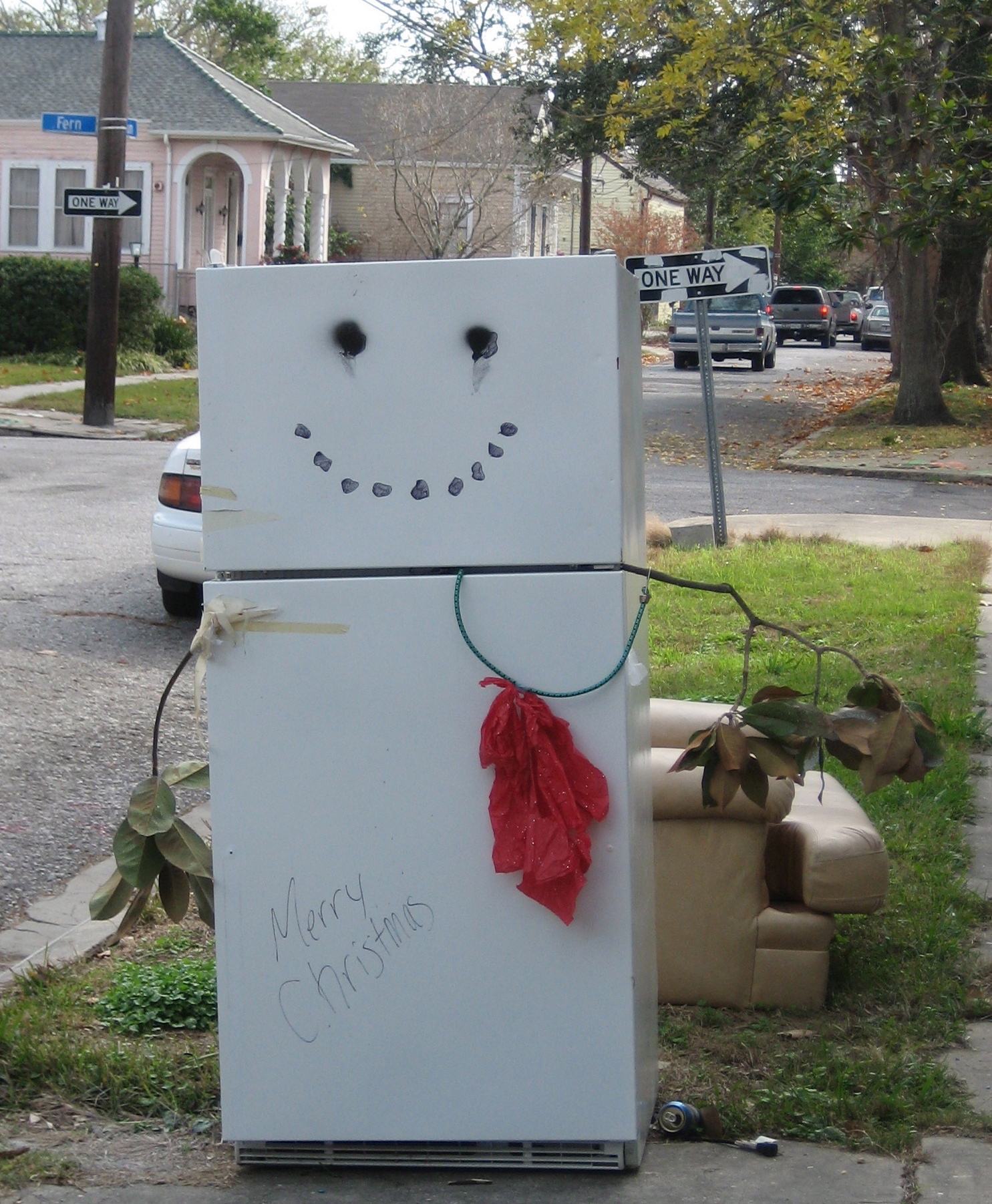
Un frigorífic decorat com un ninot de neu a Nova Orleans el primer Nadal després de l'huracà Katrina.

L'humor negre es pot practicar de manera intel·ligent i de manera grollera. Quan l'humor negre es practica de manera grollera, l'element humorístic, el produeix un element desagradable que s'utilitza com a revulsiu, i produeix l'efecte còmic, o grotesc. Si es practica de manera intel·ligent, la ironia prové de la contraposició entre la realitat i les paradoxes i hipocresies de la societat. Les interconnexions entre els temes són més subtils, i l'efecte còmic o satíric, menys aparatós, però més intens.

## Literatura
En literatura, l'humor negre es pot utilitzar com a gènere o com a recurs, en narracions curtes, poesia o novel·les llargues.
Han practicat humor negre escriptors com Quim Monzó, Sebastià Alzamora, Josep Maria de Sagarra, Woody Allen, Kurt Vonnegut, Thomas de Quincey, Pierre Desproges, Jonathan Swift, o Oscar Wilde.

## Cinema
En cinema, hi ha un seguit de magistrals exponents com Dr. Strangelove, de Kubrik, La botiga dels horrors (tant en la versió de Roger Corman com en la musical de Frank Oz), El quintet de la mort d'Alexander Mackendrick, o Petita Miss Sunshine.
Altres directors que utilitzen l'humor negre són Tim Burton, Terry Gilliam, els germans Coen, Martin Scorsese, Ralph Bakshi, Takeshi Kitano, Quentin Tarantino, o Peter Jackson.

## Humor gràfic
En humorisme gràfic, hi ha tota una escola que desenvolupa l'humor negre com a base de les seves creacions gràfiques.
Segurament, és en l'humor gràfic on l'humor negre s'ha desenvolupat de manera més imaginativa. L'han practicat els americans Charles Addams (creador de la família Addams) i Gahan Wilson; els francesos Maurice Henry, Bosc, Chaval, Siné i Topor; l'alemany Tomi Ungerer; o el romanés André François.
A casa nostra, hi ha grans dibuixants d'humor negre com ara Perich, Ja, Ivà, Bosch o l'Avi, però ha estat practicat per altres humoristes com Cesc, Picanyol, Tom o Oscar Nebreda. A Espanya, en aquest estil d'humor, hi destaquen sobretot Chumy Chúmez, Gila, Ops (heterònim d'El Roto) o Regueiro.